# Вінницько-Брацлавська єпархія ПЦУ
Вінницько-Брацлавська єпархія — церковно-адміністративна одиниця в ПЦУ на території Вінницької області.

## Історія єпархії
Українську автокефальну православну церкву на теренах України було створено 1989 року. У львівському Петропавлівському соборі було урочисто проголошено цей факт. У липні 1991 року Вінницька єпархія отримала першого керуючого.

### Єпископи
- 1992 єпископ Софроній (Власов) → Українська православна церква Київського патріархату
- 1995— митрополит Роман (Балащук)